# Cariniana legalis
Cariniana legalis är en tvåhjärtbladig växtart som beskrevs av Carl Ernst Otto Kuntze. Cariniana legalis ingår i släktet Cariniana och familjen Lecythidaceae. IUCN kategoriserar arten globalt som sårbar. Inga underarter finns listade i Catalogue of Life.

## Bildgalleri

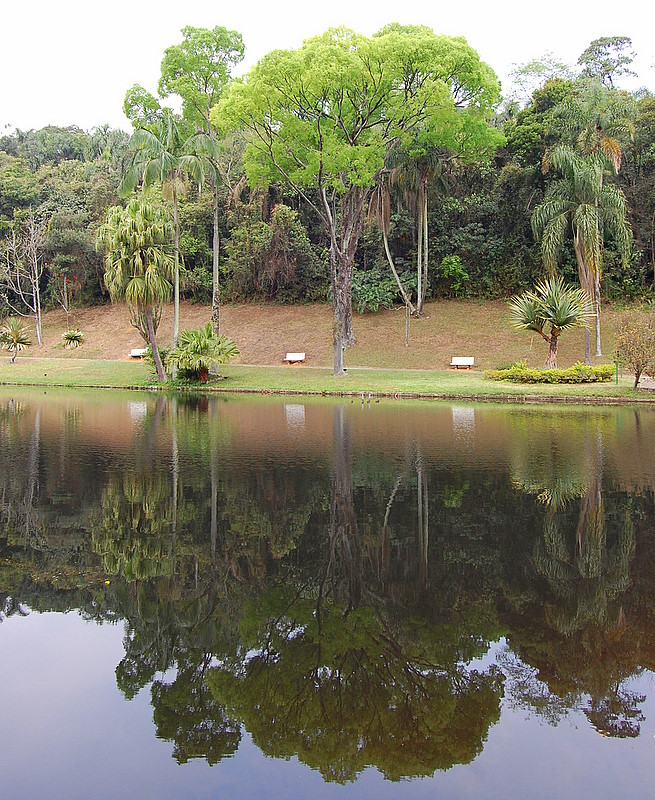
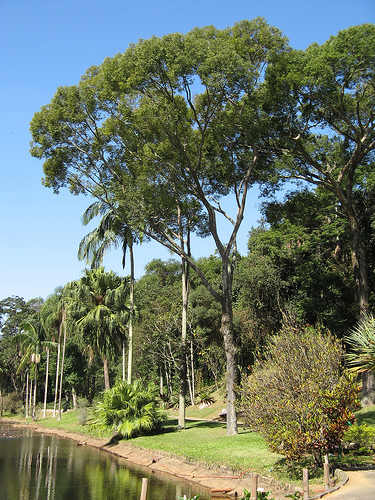
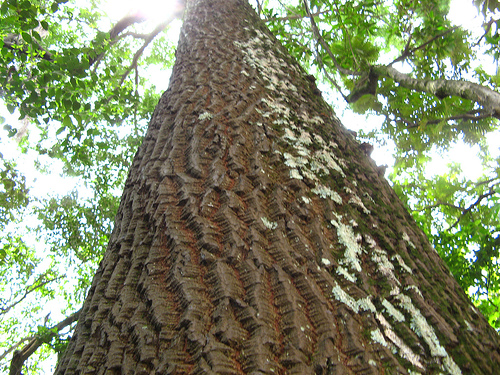
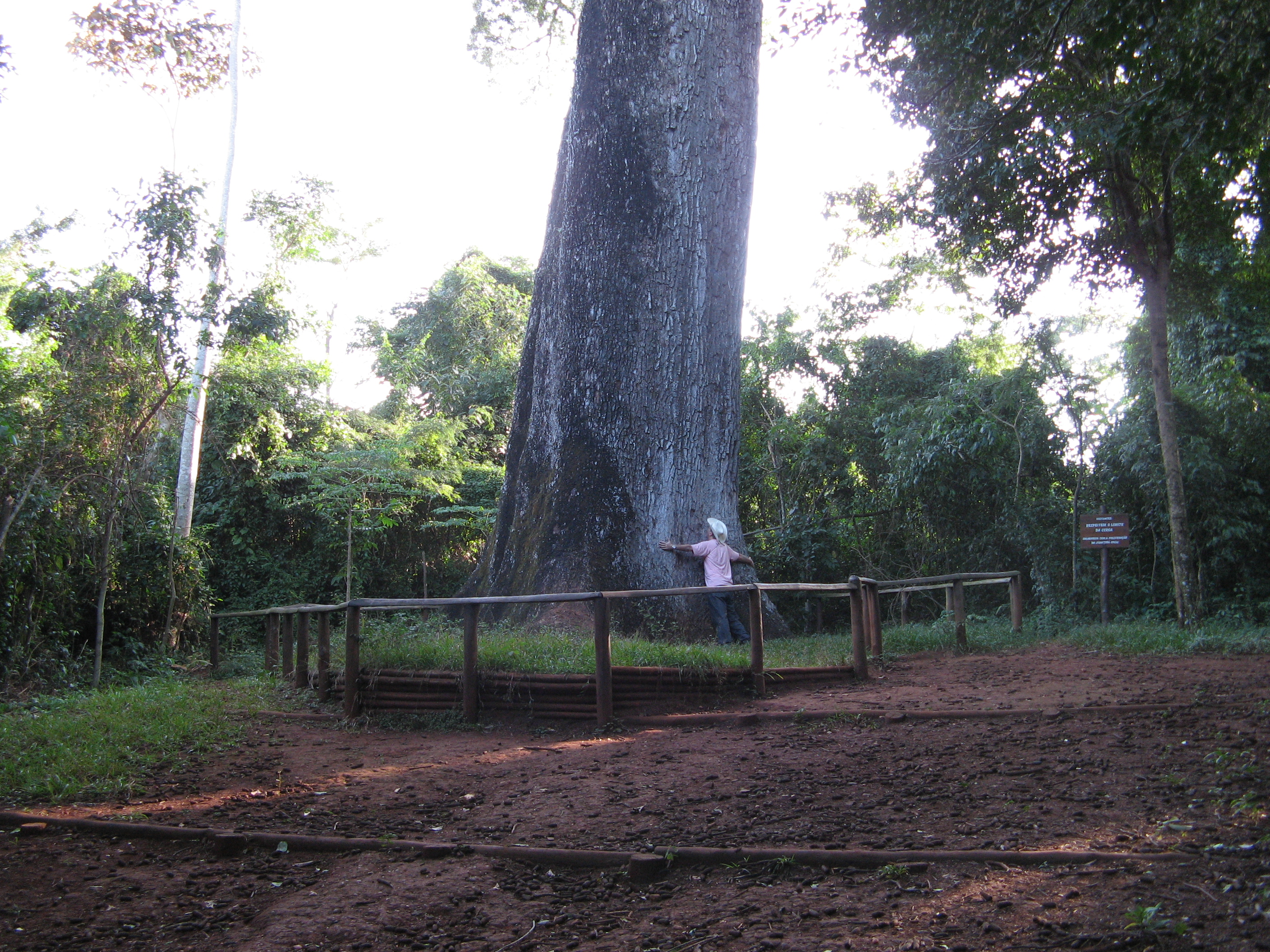
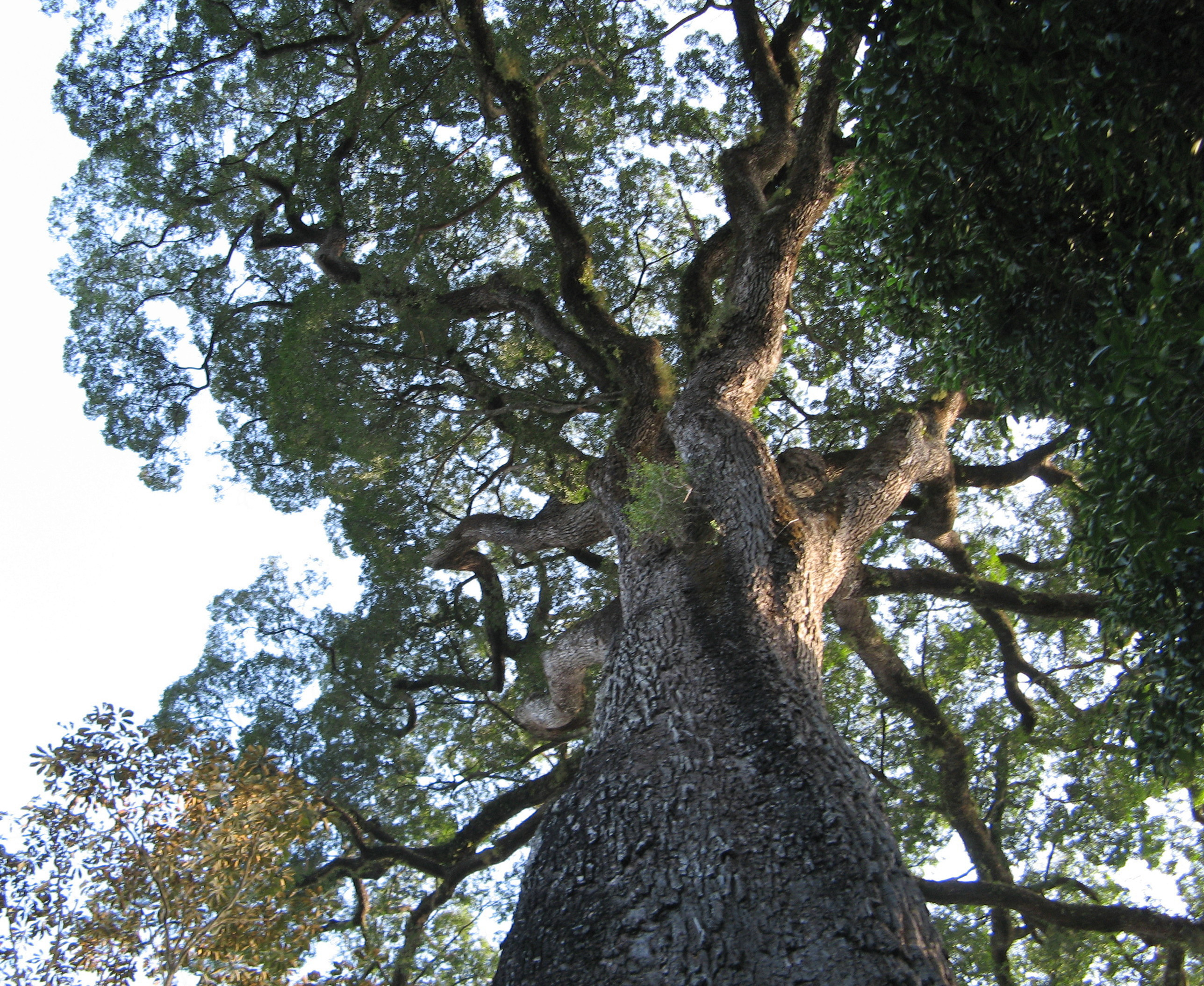
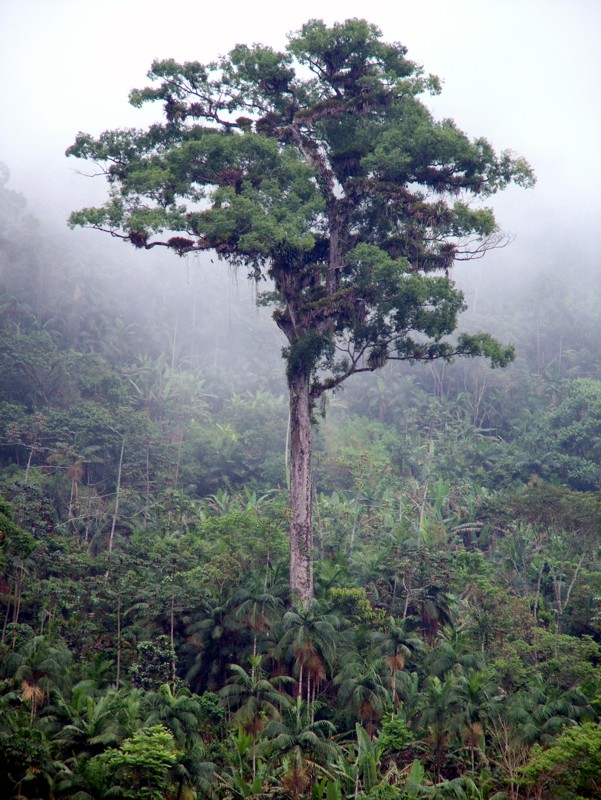